# 不信 (佛教)
在佛教中，不信，是沒有信心，缺乏信仰的意思，特別是用來指對於佛、法、僧三寶與四聖諦缺少清淨的認知，沒有正確了解。是一種心所，說一切有部將其歸於大煩惱地法。

## 概論
在梵文中，不信（Āśraddhya），是信（śraddhā）加上反義前綴詞a-形成的名詞，是信的反義字。其意為缺少信心，沒有信仰，會使心不清淨，造成心的不澄明狀態，帶來煩惱，可以由信來對治。